# 周村区

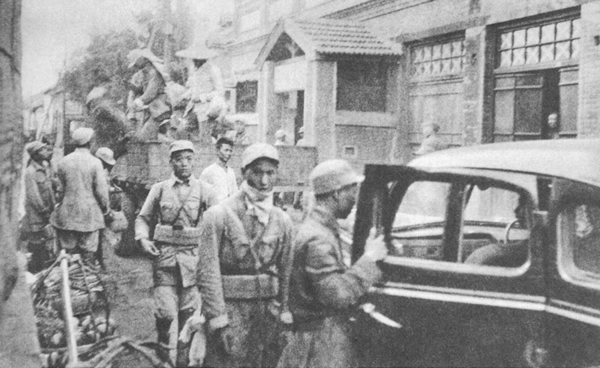
1945年解放军在周村

周村区是山东省淄博市下属的市辖区，面积263平方公里，2012年，周村区总面积307平方公里，辖5个镇、5个街道。区政府驻青年路街道。
周村区地势南高北低。孝妇河、范阳河、淦河、米沟河、水浊河流贯境内。周村区属温带季风气候，年均气温13.1℃，年均降水量646.3毫米。矿藏有铝矾土、焦宝石、石英、耐火材料等。是山东省重要的纺织工业基地。农业主产小麦、玉米、大豆。胶济铁路，309、308国道过境。主要旅游景点有周村古商城、蒲松龄书馆等。周村区有“全国科普示范区”、“天下第一村”等荣誉。

## 历史
周村区辖区曾分属淄川县、长山县。周村之名可追溯至明朝嘉靖年间的“周村店”。清代周村因商业贸易而繁荣。清中期，各地民变四起。咸丰十一年（1861年）二月十一日和同治元年（1862年），捻军两度攻克周村。在1861年，开始修筑周村城墙，三年后筑成。
1937年12月中旬，侵华日军迫近周村。24日，驻守周村的国民革命军第22师师长谷良民率部南逃。25日，日军侵占周村西北一带，26日攻占周村。1945年8月，日本投降后，国民政府和中共政权对此地争夺激烈。至第二次国共内战期间，周村在国共双方之间四度易手。最终，中共取得周村战役的胜利，中国人民解放军华东野战军山东兵团第九纵队在1948年3月12日占领周村。李荆和获中共渤海区任命，为中共周村市委书记兼市长。
1950年3月，山东省人民政府撤消周村市建制，并入长山县。11月28日，山东省人民政府依政务院批复，设立淄博市（县级市）、张周市（县级市），属淄博专区。周村区和张店区为张周市下辖区，周村区为张周市机关驻地。1955年3月，山东省人民委员会撤消张周市建制，设立县级周村区

## 人口
根据淄博市第七次全国人口普查公报显示：周村区常住人口为353840人，男性人口占比49.53%，女性人口占比50.47%。

## 行政区划
周村区辖5个街道、5个镇：
丝绸路街道、大街街道、青年路街道、永安街道、城北路街道、北郊镇、南郊镇、王村镇、萌水镇和商家镇。

## 交通
- 308国道过境。

## 重大事故
- 2008年胶济铁路列车相撞事故，72人死